# Suriname
Suriname (phiên âm tiếng Việt: Xu-ri-nam), tên đầy đủ là Cộng hòa Suriname (tiếng Hà Lan: Republiek Suriname) là một quốc gia tại Nam Mỹ.
Suriname toạ lạc giữa Guyane thuộc Pháp về phía đông và Guyana về phía tây. Biên giới phía nam chung với Brasil còn ranh giới phía bắc là bờ biển Đại Tây Dương. Biên giới cực nam với Guiana thuộc Pháp đang bị tranh chấp nằm dọc theo các sông Marowijne và Corantijn.
Suriname là quốc gia có chủ quyền nhỏ nhất về diện tích ở Nam Mỹ. Đây là khu vực nói tiếng Hà Lan duy nhất ở Tây Bán Cầu không thuộc Vương quốc Hà Lan. Suriname cực kỳ đa dạng về chủng tộc, ngôn ngữ và tôn giáo. Diện tích quốc gia này gần 165.000 km². Quốc gia này có một phần tư dân số sống dưới 2 đô la Mỹ mỗi ngày.

## Tên gọi
Tên nước lấy tên sông Suriname, cũng có thể là tên của một bộ lạc ven bờ biển Caribe, không rõ ý nghĩa. Suriname nguyên là nơi cư trú của Thổ dân châu Mỹ. Năm 1593, là thuộc địa của Tây Ban Nha. Năm 1816, lại rơi vào sự thống trị của thực dân Hà Lan, gọi là "Guyana thuộc Hà Lan". Năm 1948, đổi tên là "Surina". Năm 1954, thực hiện chế độ tự trị. Ngày 25 tháng 11 năm 1975, tuyên bố độc lập, thành lập "Cộng hòa Suriname".

## Địa lý
Suriname nằm ở khu vực Nam Mỹ, Bắc giáp Đại Tây Dương, Nam giáp Brasil, Đông giáp lãnh thổ Guyane thuộc Pháp, Tây giáp Guyana. Phần lãnh thổ phía nam trải rộng trên vùng núi và cao nguyên Guyana, bao phủ bởi các khu rừng rậm xích đạo, thoải dần về phía bắc là vùng đồng bằng đầm lầy ven biển.

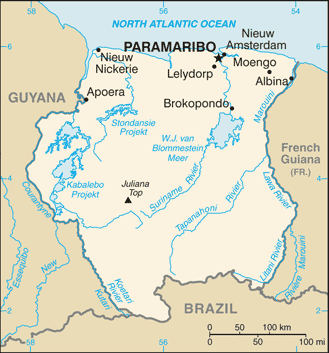
Bản đồ Suriname.

## Lịch sử
Surimane được Cristoforo Colombo phát hiện năm 1499. Vùng lãnh thổ này trở thành thuộc địa của Anh từ năm 1650, được nhượng lại cho Hà Lan năm 1667 để phát triển các đồn điền mía, bị Anh xâm chiếm từ năm 1796. Việc bãi bỏ chế độ nô lệ (1863) đã dẫn đến các đợt nhập cư từ Ấn Độ và Indonesia sang. Năm 1948, lãnh thổ này trở thành vùng Guyana thuộc Hà Lan, được đặt tên là Suriname. Hiến pháp năm 1954 mang lại cho vùng này quyền tự trị rộng rãi hơn. Suriname giành được độc lập năm 1975.
Cuộc đảo chính quân sự năm 1980 đưa Đại tá Desi Bouterse lên cầm quyền. Từ năm 1982, phong trào kháng chiến du kích phát triển ở miền Nam và miền Đông, buộc giới quân nhân chấp nhận tiến trình dân chủ hóa. Năm 1988, Ramsewak Shankar được bầu làm Tổng thống, trong khi Desi Bouterse vẫn cầm quyền kiểm soát quân đội. Năm 1990, giới quân nhân trở lại cầm quyền. Năm 1991, Ronald Venetiaan, ứng cử viên thuộc liên minh đối lập với quân đội đắc cử Tổng thống. Năm 1992, một hiệp định hòa bình được ký kết giữa Chính phủ và quân du kích.
Sau khi chấm dứt cuộc nội chiến, Suriname ra sức tái thiết kinh tế đất nước. Năm 1997, Jules Wijdenbosch, được sự hậu thuẫn của Bourterse, đắc cử Tổng thống. Năm 1999, một tòa án Hà Lan kết án tù vắng mặt đối với Desi Bouterse vì tội buôn lậu ma túy. Năm 2000, Ronald Venetiaan trở lại cầm quyền và ra sức tái thiết kinh tế với sự giúp đỡ của Quỹ Tiền tệ Quốc tế (IMF) và Hà Lan.

## Kinh tế

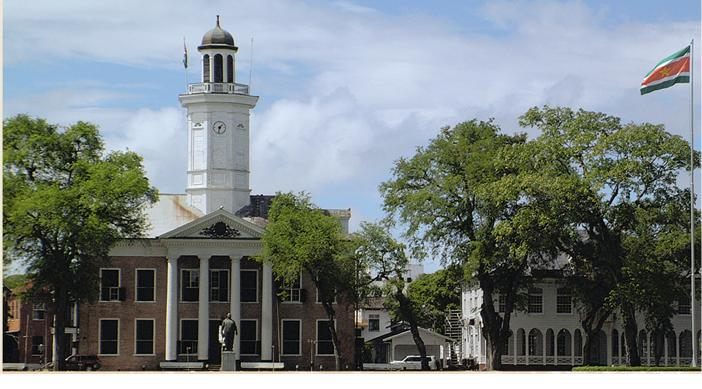
Trụ sở Bộ Tài chính Suriname.

Nông nghiệp chủ yếu là ngành trồng trọt (lúa, mía, chuối và cam), các nguồn lợi khác thu nhập từ đánh bắt cá và khai thác gỗ. Bauxit và nhôm được sản xuất tại chỗ nhờ các công trình thủy điện và cũng là hai mặt hàng xuất khẩu chính. Tình trạng tham nhũng, lạm phát và thiếu năng lực kìm hãm sự phát triển của đất nước.
Tính đến năm 2016, GDP của Suriname đạt 4.137 USD, đứng thứ 157 thế giới và đứng thứ 11 khu vực Nam Mỹ.

## Văn hóa
Suriname là nơi giao hòa của nhiều dòng chảy văn hóa Phi, Mỹ - Anh Điêng, châu Á, Do Thái và Hà Lan. Tất cả phản ánh qua phong tục tập quán cũng như phong cách sống của con người vốn đa dạng nhưng cũng rất hài hòa.
Thủ đô cũng là hải cảng lớn Paramaribo nằm ngay cửa sông Suriname. Kiến trúc nổi bật gây ấn tượng với du khách về một thời thuộc địa Hà Lan, và đó cũng là lý do Paramaribo trở thành Di sản thế giới do UNESCO công nhận.
Suriname được độc lập năm 1975 khi thoát khỏi ách thống trị của người Hà Lan.
Ngôn ngữ chính thức ở Suriname là tiếng Hà Lan và tiếng Anh. Ngoài ra, còn có tiếng Bồ Đào Nha, tiếng Sarnami (một tiếng địa phương của người Hindi), tiếng Java, Trung Quốc (tiếng Phổ thông, tiếng Quảng Đông và tiếng Hakka).

## Chính trị
Suriname theo chính thể cộng hòa.

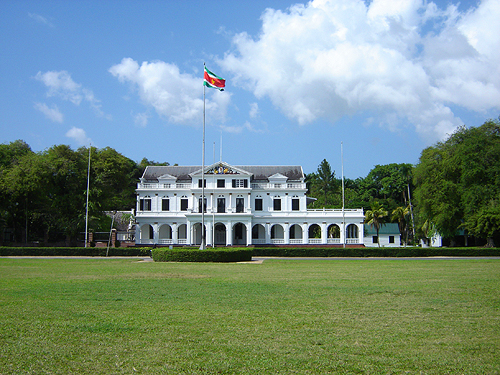
Phủ Tổng thống ở thủ đô Paramaribo.

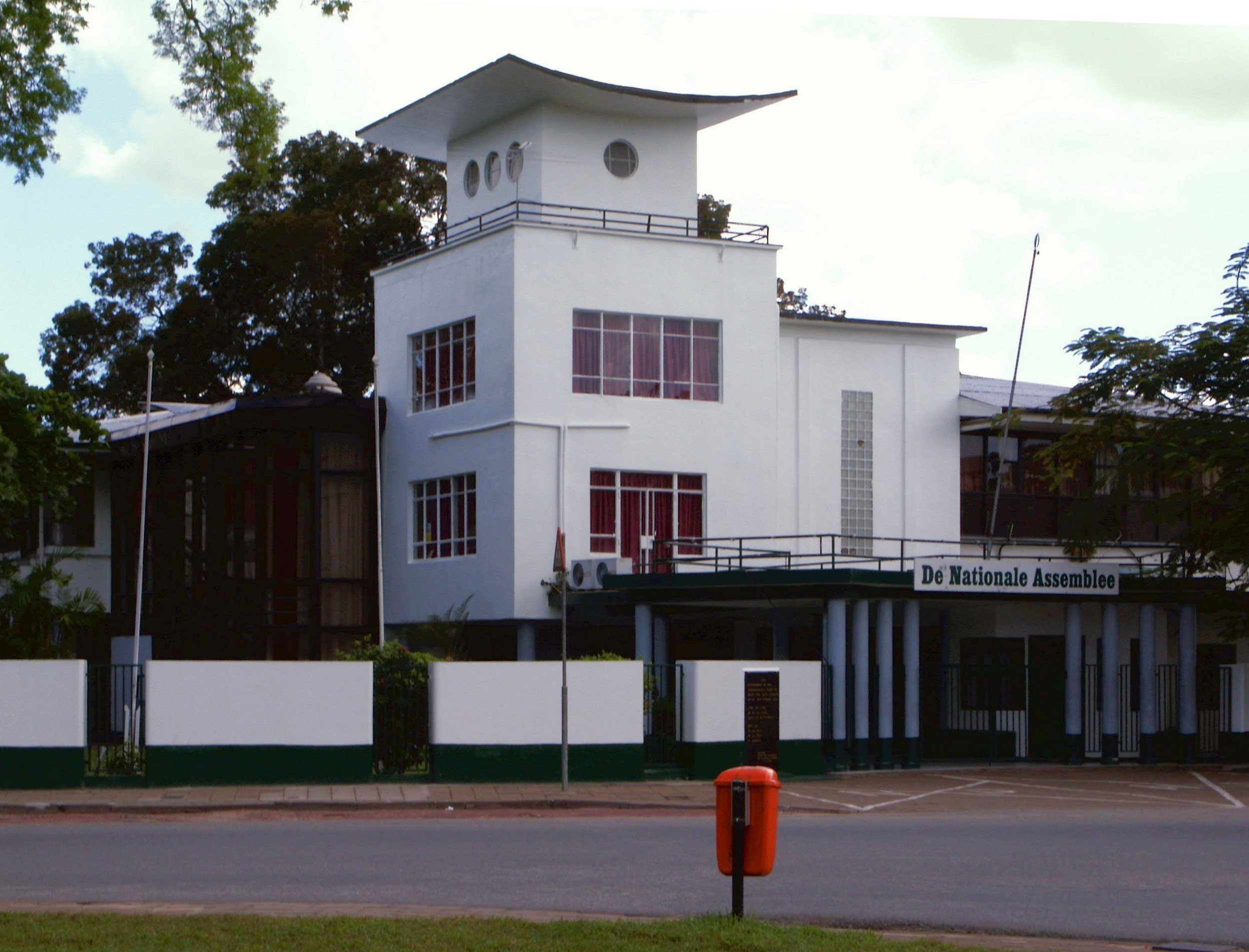
Tòa nhà Quốc hội Suriname.

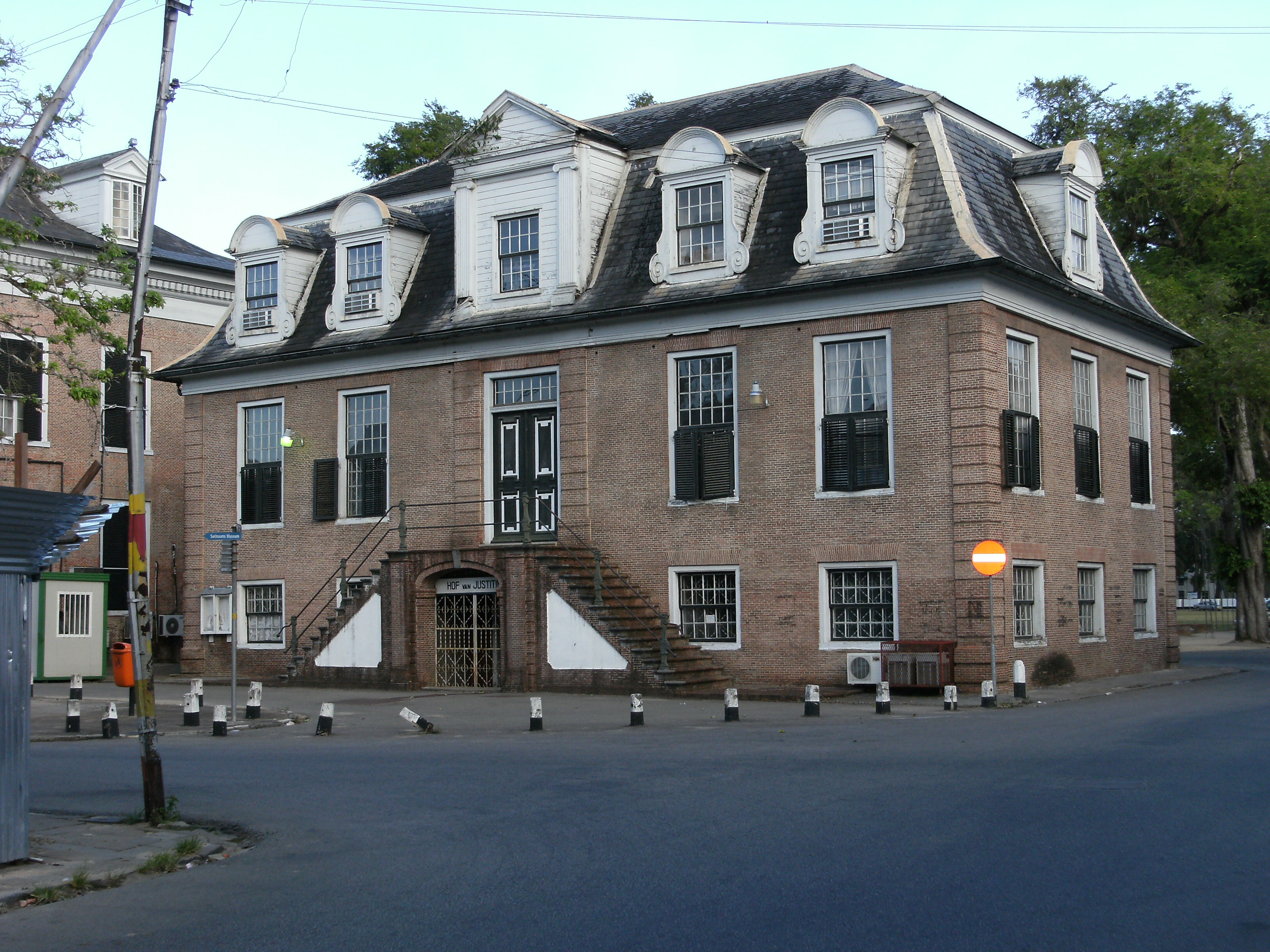
Tòa án Tối cao Suriname.

Đứng đầu nhà nước là tổng thống. Đứng đầu chính phủ là thủ tướng. Tổng thống và Phó Tổng thống (đồng thời là Thủ tướng) do quốc hội bầu ra, nhiệm kì 5 năm. Tổng thống chỉ định các thành viên của Nội các. Hội đồng Nhà nước gồm 14 thành viên được chỉ định. Hội đồng Nhà nước lãnh đạo Quốc hội.
Cơ quan lập pháp là Quốc hội gồm 51 thành viên, được bầu theo phổ thông đầu phiếu, nhiệm kì 5 năm.
Cơ quan tư pháp là Tòa án Tối cao, các thẩm phán được đề cử suốt đời.
Các đảng phái chính gồm có: Mặt trận mới (NF), Đảng Cải cách tiến bộ (VHP), Đảng Quốc gia Suriname (NPS), Đảng Thống nhất và đoàn kết dân tộc (KTPI), Đảng Lao động Suriname (CSPA), Đảng Dân chủ dân tộc (NDP), v.v..

## Hành chính

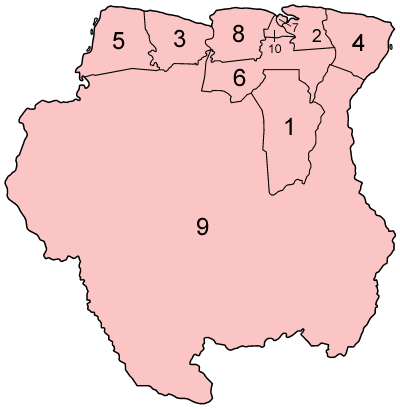
Bản đồ 10 khu vực hành chính của Suriname.

Suriname được chia thành 10 quận:
1. Brokopondo
2. Commewijne
3. Coronie
4. Marowijne
5. Nickerie
6. Para
7. Paramaribo
8. Saramacca
9. Sipaliwini
10. Wanica

## Nhân khẩu
| Tôn giáo tại Suriname (2012) | Tôn giáo tại Suriname (2012) | Tôn giáo tại Suriname (2012) | Tôn giáo tại Suriname (2012) | Tôn giáo tại Suriname (2012) |
| ---------------------------- | ---------------------------- | ---------------------------- | ---------------------------- | ---------------------------- |
| Tôn giáo                     | Tôn giáo                     |                              | Tỷ lệ                        | Tỷ lệ                        |
| Thiên Chúa giáo              | Thiên Chúa giáo              |                              | 48.4%                        | 48.4%                        |
| Hindu                        | Hindu                        |                              | 22.3%                        | 22.3%                        |
| Hồi giáo                     | Hồi giáo                     |                              | 13.9%                        | 13.9%                        |
| Khác                         | Khác                         |                              | 4.7%                         | 4.7%                         |
| Không tôn giáo               | Không tôn giáo               |                              | 7.5%                         | 7.5%                         |
| Không cho biết               | Không cho biết               |                              | 3.2%                         | 3.2%                         |

Dân số Surimane hiện khoảng 470,784 người. Gồm các nhóm dân tộc: Hindustani (còn được gọi là "người Đông Ấn" tổ tiên của họ di cư từ Bắc Ấn Độ vào cuối thế kỷ XIX) chiếm 37% dân số, người Creole chiếm 31%, người Java 15%, người Maroon 10%, người Hoa 2%, người Da Trắng 1%, người bản xứ 2%. Ngôn ngữ chính thức của quốc gia là tiếng Hà Lan, ngoài ra còn có tiếng Anh, tiếng Hindustani (thổ ngữ của tiếng Hindi), tiếng Java.
Tôn giáo chiếm ưu thế trong nước là Kitô giáo chiếm 40,7% dân số gồm Công giáo La Mã và các giáo phái khác nhau của đạo Tin Lành, Giáo hội Moravian là lâu đời nhất và lớn nhất.
Ấn giáo chủ yếu tập trung ở vùng ven biển phía Bắc của Suriname. Nhất người Ấn giáo có nguồn gốc từ Ấn Độ. Theo điều tra dân số năm 2004, 23,9% dân số Surinam thực hành Ấn Độ giáo. Ấn giáo chủ yếu tập trung ở Nickerie, Wanica và Saramacca. Đây là những nơi Ấn giáo là nhóm tôn giáo lớn nhất.
Theo điều tra dân số gần đây nhất, Hồi giáo ở Suriname chiếm khoảng 13,5% tổng dân số của đất nước, đem lại cho đất nước này tỷ lệ phần trăm người Hồi giáo cao nhất trên lục địa châu Mỹ.
Người Hồi giáo đầu tiên đến Suriname là những nô lệ đến từ châu Phi. Nhóm tiếp theo của người Hồi giáo đến đất nước này bao gồm người lao động giao kèo từ Nam Á và Indonesia, mà hầu hết người Hồi giáo ngày nay ở Suriname là hậu duệ.